# Döckritz

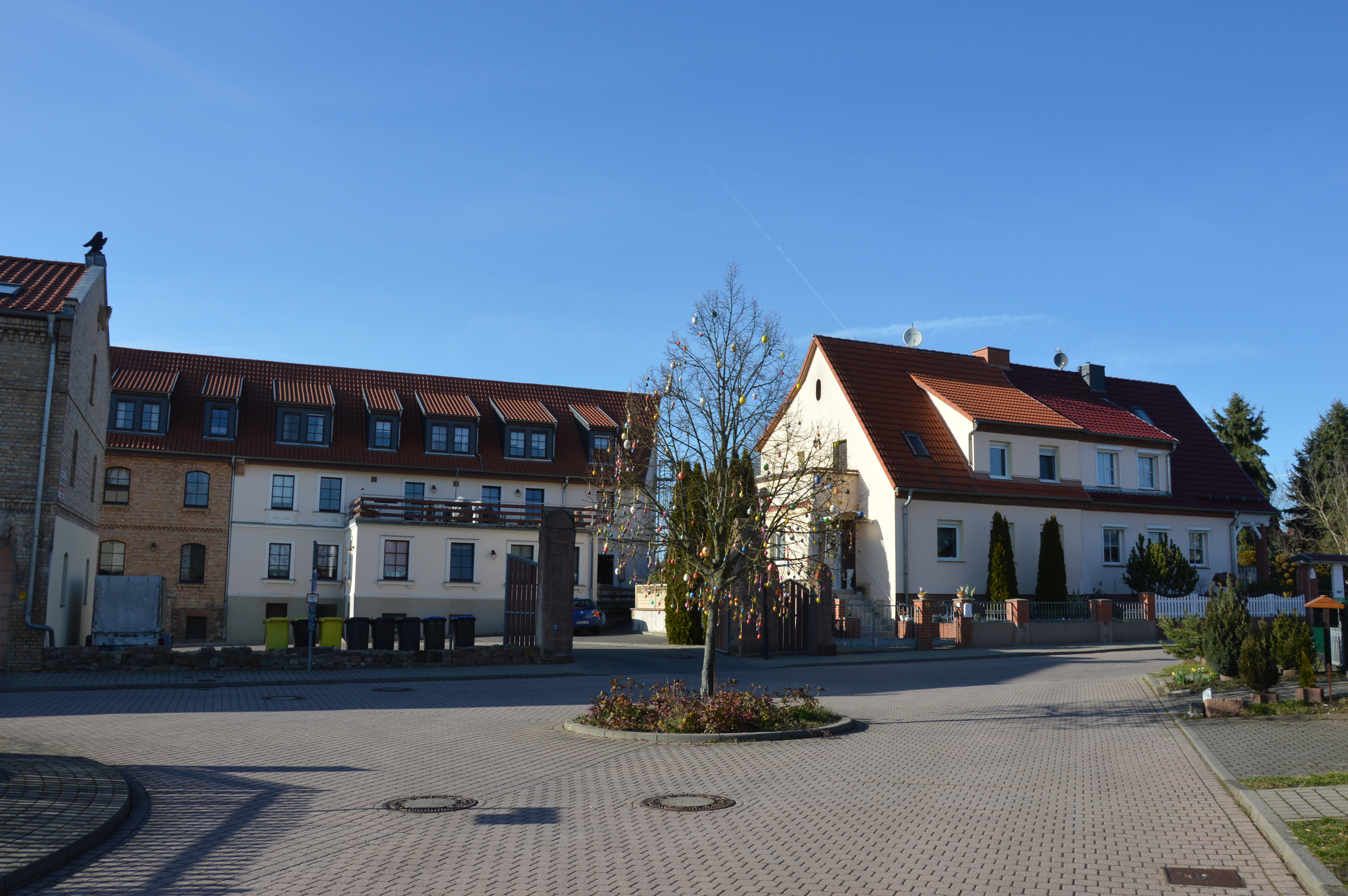
Platz an der Kreuzung Döckritzanger und Trothaer Weg

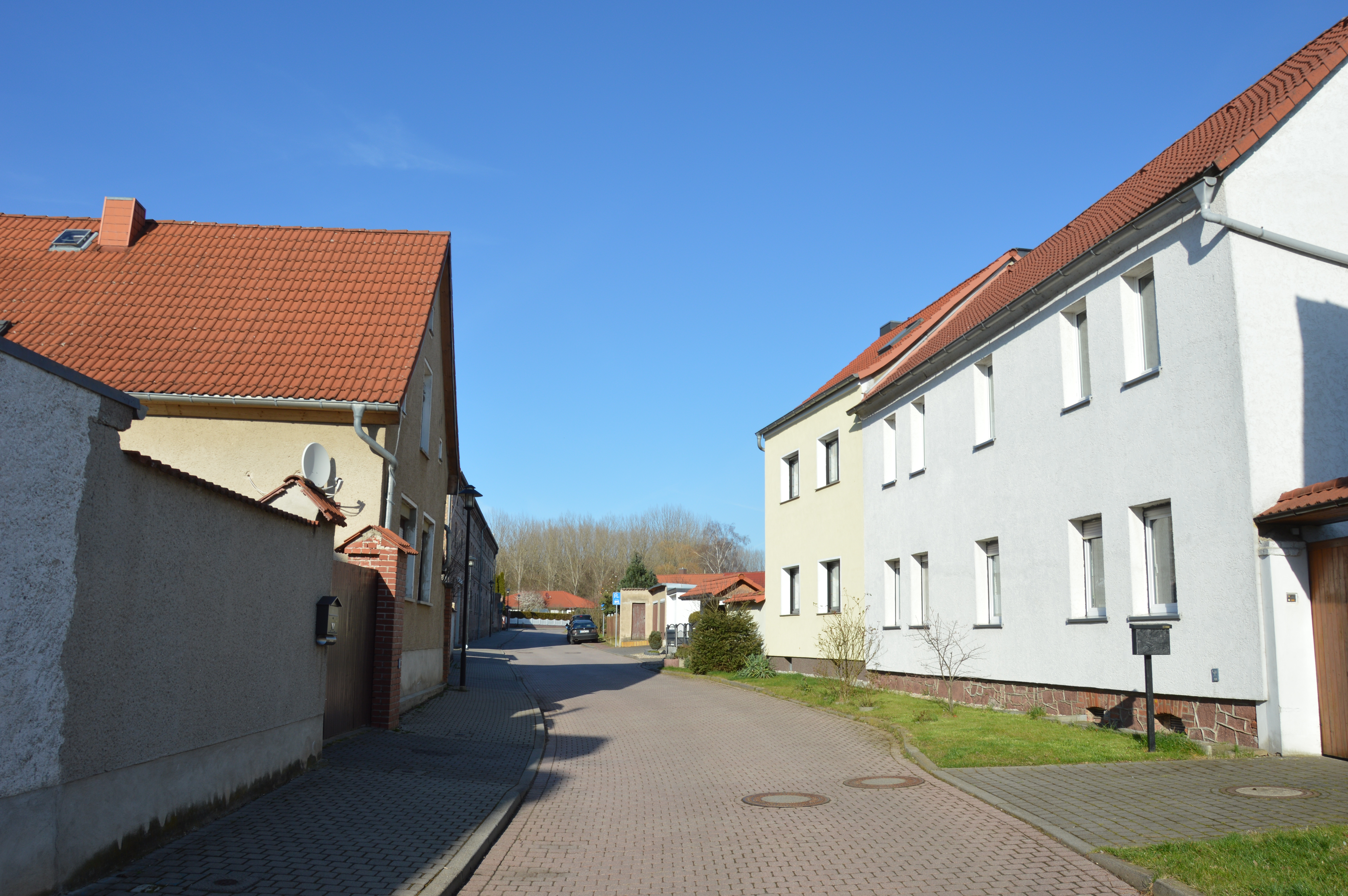
Straße Döckritzanger

Döckritz ist ein zum Ortsteil Sennewitz der Gemeinde Petersberg in Sachsen-Anhalt gehörendes Dorf.

## Lage
Es liegt südlich von Sennewitz, nördlich der Stadt Halle (Saale). Westlich des kleinen Dorfs fließt die Götsche. Geprägt wird der kleine Ort durch die Gebäude der ehemaligen Wassermühle Döckritz, die den nördlichen Teil des Dorfes einnehmen.

## Geschichte
Eine erste urkundliche Erwähnung ist aus dem Jahr 1182 als Teckeritz überliefert. Andere Bezeichnungen lauteten Deckritz und Teckritz. Das Dorf lag südlich/südwestlich der heutigen Straße Döckritzanger wurde dann jedoch zur Wüstung und später neubegründet.